# Eranthemum polyneurum
Eranthemum polyneurum är en akantusväxtart som beskrevs av C. B. Cl. och Carl Ernst Otto Kuntze. Eranthemum polyneurum ingår i släktet Eranthemum och familjen akantusväxter. Inga underarter finns listade i Catalogue of Life.